# Panorpa deceptor
Panorpa deceptor är en näbbsländeart som beskrevs av Peter Esben-Petersen 1913. 
Panorpa deceptor ingår i släktet Panorpa och familjen skorpionsländor. Inga underarter finns listade i Catalogue of Life.